# 7965 Katsuhiko
7965 Katsuhiko è un asteroide della fascia principale del diametro medio di circa 21,02 km. Scoperto nel 1996, presenta un'orbita caratterizzata da un semiasse maggiore pari a 2,4373521 UA e da un'eccentricità di 0,2896119, inclinata di 25,01624° rispetto all'eclittica.